# Hoffmannseggia repens
Hoffmannseggia repens är en ärtväxtart som först beskrevs av Alice Eastwood, och fick sitt nu gällande namn av Cockerell. Hoffmannseggia repens ingår i släktet Hoffmannseggia och familjen ärtväxter. IUCN kategoriserar arten globalt som nära hotad. Inga underarter finns listade i Catalogue of Life.